# Ніно Коутер
Ніно Коутер (словен. Nino Kouter, нар. 19 грудня 1993, Мурська Собота) — словенський футболіст, захисник клубу «Целє». Виступав також за низку словенських і закордонних клубів, та національну збірну Словенії. Дворазовий чемпіон Словенії та дворазовий володар Кубка Словенії.

## Клубна кар'єра
У професійному футболі Ніно Коутер дебютував 2010 року виступами за команду «Мура 05», з якої наступного року футболіста відправили в піврічну оренду до клубу «Чарда», після повернення з якої Коутер грав у складі «Мура 05» до 2013 року.
З 2013 до 2014 року футболіст грав у складі команди «Заврч», а з 2014 до 2016 року в складі клубу «Вержей». У 2016 році словенський захисник перейшов до австрійського нижчолігового клубу «Бад-Радкерзбург», у якому грав до 2017 року.
У 2017 році Ніно Коутер повернувся на батьківщину до клубу «Мура», у складі якого в сезоні 2019—2020 років став володарем Кубка Словенії, а в сезоні 2020—2021 років став чемпіоном Словенії.
Протягом 2021—2022 років словенський футболіст грав у складі турецького клубу «Маніса». З 2022 року Коутер грає у складі словенського клубу «Целє». У складі команди футболіст у сезоні 2023—2024 років удруге в кар'єрі став чемпіоном Словенії, а в сезоні 2024—2025 років удруге став володарем Кубка Словенії.

## Виступи за збірну
У 2020 році Ніно Коутер дебютував у складі національної збірної Словенії. у складі збірної грав до 2021 року, зіграв у її складі 6 матчів, у яких забитими голами не відзначився.

## Титули і досягнення
- Чемпіон Словенії (2):

«Мура»: 2020–2021
«Публікум» (Цельє): 2023–2024
- Володар Кубка Словенії (2):

«Мура»: 2019–2020
«Публікум» (Цельє): 2024–2025